# Walther Harich

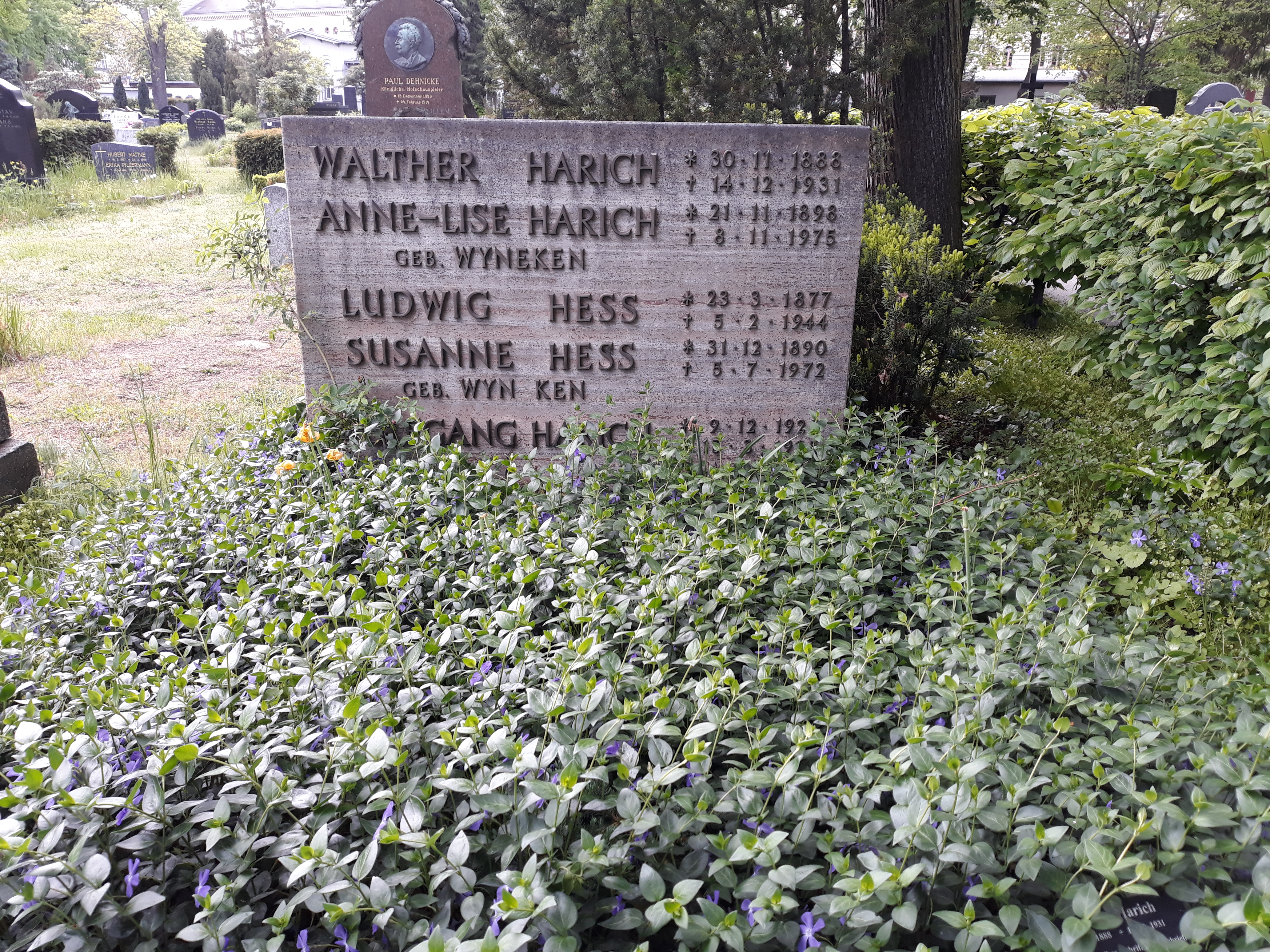
Das Grab von Walther Harich und seiner Ehefrau Anne-Lise geborene Wyneken auf dem Friedhof III der Jerusalems und Neuen Kirche in Berlin

Walther Harich (* 30. Januar 1888 in Mohrungen; † 14. Dezember 1931 in Wuthenow) war ein deutscher Schriftsteller und Literaturhistoriker, der insbesondere durch die Herausgabe der gesammelten Werke von E. T. A. Hoffmann bekannt wurde.

## Leben
Harich war Sohn des Druckereibesitzers Ernst Harich (1858–1940). Nach dem Abitur (1907) und der Militärzeit studierte er von 1909 bis 1914 Germanistik und Philosophie, unter anderem in München, Leipzig, Königsberg und Berlin. An der Albert-Ludwigs-Universität Freiburg wurde er 1914 mit einer Arbeit über E. T. A. Hoffmann zum Dr. phil. promoviert. Den Ersten Weltkrieg erlebte er als Artillerieoffizier im Baltikum und in Litauen, zuletzt als Presseoffizier an der Westfront. Aus der Weltkriegszeit stammen auch frühe schriftliche Zeugnisse; einige Briefe Harichs wurden von Philipp Witkop veröffentlicht.
1915 heiratete Harich Margarete Schneider, die nach der Scheidung von Harich im Jahre 1922 unter dem Namen Eta Harich-Schneider als Cembalistin und Japanologin bekannt wurde. Aus dieser Ehe stammen die Töchter Lili (Sopranistin; 1916–1960) und Susanne  (Schriftstellerin; verheiratete Kerckhoff; 1918–1950).
Seit 1920 lebte Harich in München, wo er Thomas Mann kennenlernte und mit expressionistischen Schriftstellern (unter anderem Klabund) in Verbindung stand.
1923 heiratete er Anne-Lise Wyneken, die Tochter des Herausgebers der Königsberger Allgemeinen Zeitung Alexander Wyneken. Aus dieser Ehe gingen die Tochter Gisela und der Sohn Wolfgang hervor, der später als marxistischer Philosoph und Dissident der DDR bekannt wurde. Anne-Lise Harich wird seit 2002 zu den Gerechten unter den Völkern gezählt.
Walther Harich starb 1931 im Alter von 43 Jahren in Wuthenow. Beigesetzt wurde er auf dem Friedhof III der Jerusalems- und Neuen Kirche in Berlin-Kreuzberg. In dem Familiengrab ruhen unter anderen auch seine Gattin Anne-Lise Harich geb. Wyneken (1898–1975) und sein Sohn Wolfgang Harich (1923–1995).

## Wirken
Aus heutiger Sicht sind Harichs Biographien von E. T. A. Hoffmann und Jean Paul sowie seine 15-bändige Ausgabe der Werke von E. T. A. Hoffmann (1924 bei Lichtenstein in Weimar erschienen) literaturhistorisch bedeutsam. Auch die bibliophile Ausgabe von Hoffmanns Die Elixiere des Teufels mit handgemalten Bildern und Zierstücken von Hugo Wilkens (1922 bei Rösl & Cie. in München erschienen) ist erwähnenswert.
Neben seiner literaturwissenschaftlichen Arbeit verfasste Harich elf Romane, die zeitgenössisch Beachtung fanden, heute jedoch nahezu vergessen sind. Nicht ganz zu Recht, denn auch wenn die Texte nicht ausgefeilt wirken, vermitteln sie doch einen starken Eindruck von der Unsicherheit und Bedrohlichkeit der Zeit, so wie Harich selbst es in seinem Aufsatz Der Fortsetzungsroman (erschienen Oktober/November 1929 in der Monatsschrift Die Literatur) programmatisch gefordert hatte: „Fast niemand hat heute, wenn er ein zeitgenössisches Buch liest, das Gefühl: Das bin ich, das ist mein Schicksal! Dahin aber müssen wir kommen.“ Exemplarisch sei Angst (1927) genannt. Zwei seiner Kriminalromane wurden verfilmt: Die Drei um Edith (1929; Regie: Erich Waschneck) und Ursula schwebt vorüber (postum 1939 unter dem Filmtitel Verdacht auf Ursula; Regie: Karlheinz Martin).
Harich publizierte auch in Zeitschriften, unter anderem in der evangelischen Kulturzeitschrift Eckart sowie in der Zeitung seines Schwiegervaters (Briefe aus Berlin).

## Schriften (Auswahl)
- Der Aufstieg: Roman aus der alten Provinz. Wachholtz, Neumünster 1972, ISBN 3-529-03109-7. Postum nach dem um 1925 entstandenen Manuskript.
- Ursula schwebt vorüber. Kriminalroman. Deutscher Verlag, Berlin 1939. Postum.
- Witowd und Jagiello. Gräfe & Unzer, Königsberg 1932. Postum aus dem Nachlass.
- Der Prinzenhof. Ullstein, Berlin 1932.
- Dorette lächelt … Ullstein, Berlin 1931.
- Primaner. Ullstein, Berlin 1931.
- Der Kunstfälscher oder Die Flucht aus der Zeit. Merlin, Baden-Baden 1930.
- Die Drei um Edith: Die Geschichte eines rätselhaften Falles.  Ullstein, Berlin 1929.
- Jean Paul in Heidelberg. Martin, Itzehoe 1929. Mit Zeichnungen und Umschlagsbild von Alfred Kubin.
- Die beiden Czybulleks. Merlin, Baden-Baden 1929.
- Der Schatten der Susette. Knaur, Berlin 1928.
- Letzte Ferien. Martin, Berlin 1928.
- Angst. Knaur, Berlin 1927.
- Dämon Kunst: Das Leben E. T. A. Hoffmanns. Aus Briefen, Tagebüchern und den autobiographischen Stellen seiner Schriften. Deutsche Buch-Gemeinschaft, Berlin 1926.
- Jean Paul. H. Haessel, Leipzig 1925.
- Das Ostproblem: Seine Geschichte und Bedeutung. Beck, München 1922.
- Die Pest in Tulemont – Geschichte einer Katastrophe. Reiß, Berlin 1920.
- Der Turmbau zu Babel. Reiß, Berlin 1920. Mit Steindrucken von Alfred Mahlau.
- E. T. A. Hoffmann: Das Leben eines Künstlers. 2 Bände. Reiß, Berlin 1920.